# King of Pop - The Dutch Collection
King of Pop - The Dutch Collection is een dubbel verzamelalbum van Michael Jackson. Het album is speciaal gericht op de Nederlandse markt en bevat zijn grootste Nederlandse hits. Het album verscheen op 1 september 2008 en kwam gelijk binnen op nummer 4 in de Album Top 100. Na Michaels dood verscheen het album opnieuw in de albumlijst en bereikte de nummer 1-positie.

## Tracklist
CD 1
1. Billie Jean
2. Thriller
3. Beat It
4. Smooth Criminal
5. Dirty Diana
6. Don't Stop 'til You Get Enough
7. Man in the Mirror
8. They Don't Care About Us
9. Black or White
10. Wanna Be Startin' Somethin'
11. The Way You Make Me Feel
12. Bad
13. Earth Song
14. Ben
15. Heal the World
16. Liberian Girl
17. Rock with You

CD 2
1. Can You Feel It
2. She's Out of My Life
3. You Are Not Alone
4. Stranger in Moscow
5. The Girl Is Mine (met Paul McCartney)
6. Remember the Time
7. You Rock My World
8. Human Nature
9. Give In to Me
10. Will You Be There
11. Off the Wall
12. I'll Be There (als The Jackson 5)
13. Who Is It
14. Blood on the Dance Floor
15. Say Say Say (met Paul McCartney)
16. Blame It on the Boogie (als The Jacksons)
17. Ghosts
18. Got the Hots

## Hitnotering

### NederlandseAlbum Top 100
| Hitnotering: (Week 1 t/m 10) 06-09-2008 t/m 08-11-2008 Hitnotering: (Week 11) 04-04-2009 Hitnotering: (Week 12) 25-04-2009 Hitnotering: (Week 13 t/m 59) 04-07-2009 t/m 22-05-2010 | Hitnotering: (Week 1 t/m 10) 06-09-2008 t/m 08-11-2008 Hitnotering: (Week 11) 04-04-2009 Hitnotering: (Week 12) 25-04-2009 Hitnotering: (Week 13 t/m 59) 04-07-2009 t/m 22-05-2010 | Hitnotering: (Week 1 t/m 10) 06-09-2008 t/m 08-11-2008 Hitnotering: (Week 11) 04-04-2009 Hitnotering: (Week 12) 25-04-2009 Hitnotering: (Week 13 t/m 59) 04-07-2009 t/m 22-05-2010 | Hitnotering: (Week 1 t/m 10) 06-09-2008 t/m 08-11-2008 Hitnotering: (Week 11) 04-04-2009 Hitnotering: (Week 12) 25-04-2009 Hitnotering: (Week 13 t/m 59) 04-07-2009 t/m 22-05-2010 | Hitnotering: (Week 1 t/m 10) 06-09-2008 t/m 08-11-2008 Hitnotering: (Week 11) 04-04-2009 Hitnotering: (Week 12) 25-04-2009 Hitnotering: (Week 13 t/m 59) 04-07-2009 t/m 22-05-2010 | Hitnotering: (Week 1 t/m 10) 06-09-2008 t/m 08-11-2008 Hitnotering: (Week 11) 04-04-2009 Hitnotering: (Week 12) 25-04-2009 Hitnotering: (Week 13 t/m 59) 04-07-2009 t/m 22-05-2010 | Hitnotering: (Week 1 t/m 10) 06-09-2008 t/m 08-11-2008 Hitnotering: (Week 11) 04-04-2009 Hitnotering: (Week 12) 25-04-2009 Hitnotering: (Week 13 t/m 59) 04-07-2009 t/m 22-05-2010 | Hitnotering: (Week 1 t/m 10) 06-09-2008 t/m 08-11-2008 Hitnotering: (Week 11) 04-04-2009 Hitnotering: (Week 12) 25-04-2009 Hitnotering: (Week 13 t/m 59) 04-07-2009 t/m 22-05-2010 | Hitnotering: (Week 1 t/m 10) 06-09-2008 t/m 08-11-2008 Hitnotering: (Week 11) 04-04-2009 Hitnotering: (Week 12) 25-04-2009 Hitnotering: (Week 13 t/m 59) 04-07-2009 t/m 22-05-2010 | Hitnotering: (Week 1 t/m 10) 06-09-2008 t/m 08-11-2008 Hitnotering: (Week 11) 04-04-2009 Hitnotering: (Week 12) 25-04-2009 Hitnotering: (Week 13 t/m 59) 04-07-2009 t/m 22-05-2010 | Hitnotering: (Week 1 t/m 10) 06-09-2008 t/m 08-11-2008 Hitnotering: (Week 11) 04-04-2009 Hitnotering: (Week 12) 25-04-2009 Hitnotering: (Week 13 t/m 59) 04-07-2009 t/m 22-05-2010 | Hitnotering: (Week 1 t/m 10) 06-09-2008 t/m 08-11-2008 Hitnotering: (Week 11) 04-04-2009 Hitnotering: (Week 12) 25-04-2009 Hitnotering: (Week 13 t/m 59) 04-07-2009 t/m 22-05-2010 | Hitnotering: (Week 1 t/m 10) 06-09-2008 t/m 08-11-2008 Hitnotering: (Week 11) 04-04-2009 Hitnotering: (Week 12) 25-04-2009 Hitnotering: (Week 13 t/m 59) 04-07-2009 t/m 22-05-2010 | Hitnotering: (Week 1 t/m 10) 06-09-2008 t/m 08-11-2008 Hitnotering: (Week 11) 04-04-2009 Hitnotering: (Week 12) 25-04-2009 Hitnotering: (Week 13 t/m 59) 04-07-2009 t/m 22-05-2010 | Hitnotering: (Week 1 t/m 10) 06-09-2008 t/m 08-11-2008 Hitnotering: (Week 11) 04-04-2009 Hitnotering: (Week 12) 25-04-2009 Hitnotering: (Week 13 t/m 59) 04-07-2009 t/m 22-05-2010 | Hitnotering: (Week 1 t/m 10) 06-09-2008 t/m 08-11-2008 Hitnotering: (Week 11) 04-04-2009 Hitnotering: (Week 12) 25-04-2009 Hitnotering: (Week 13 t/m 59) 04-07-2009 t/m 22-05-2010 | Hitnotering: (Week 1 t/m 10) 06-09-2008 t/m 08-11-2008 Hitnotering: (Week 11) 04-04-2009 Hitnotering: (Week 12) 25-04-2009 Hitnotering: (Week 13 t/m 59) 04-07-2009 t/m 22-05-2010 | Hitnotering: (Week 1 t/m 10) 06-09-2008 t/m 08-11-2008 Hitnotering: (Week 11) 04-04-2009 Hitnotering: (Week 12) 25-04-2009 Hitnotering: (Week 13 t/m 59) 04-07-2009 t/m 22-05-2010 | Hitnotering: (Week 1 t/m 10) 06-09-2008 t/m 08-11-2008 Hitnotering: (Week 11) 04-04-2009 Hitnotering: (Week 12) 25-04-2009 Hitnotering: (Week 13 t/m 59) 04-07-2009 t/m 22-05-2010 | Hitnotering: (Week 1 t/m 10) 06-09-2008 t/m 08-11-2008 Hitnotering: (Week 11) 04-04-2009 Hitnotering: (Week 12) 25-04-2009 Hitnotering: (Week 13 t/m 59) 04-07-2009 t/m 22-05-2010 | Hitnotering: (Week 1 t/m 10) 06-09-2008 t/m 08-11-2008 Hitnotering: (Week 11) 04-04-2009 Hitnotering: (Week 12) 25-04-2009 Hitnotering: (Week 13 t/m 59) 04-07-2009 t/m 22-05-2010 | Hitnotering: (Week 1 t/m 10) 06-09-2008 t/m 08-11-2008 Hitnotering: (Week 11) 04-04-2009 Hitnotering: (Week 12) 25-04-2009 Hitnotering: (Week 13 t/m 59) 04-07-2009 t/m 22-05-2010 |
| Week | 01 | 02 | 03 | 04 | 05 | 06 | 07 | 08 | 09 | 10 | | 11 | | 12 | | 13 | 14 | 15 | 16 | 17 | 18 |
| --- | --- | --- | --- | --- | --- | --- | --- | --- | --- | --- | --- | --- | --- | --- | --- | --- | --- | --- | --- | --- | --- |
| Nummer | 4 | 8 | 22 | 31 | 33 | 49 | 53 | 74 | 89 | 80 | uit | 90 | uit | 98 | uit | 3 | 1 | 1 | 1 | 1 | 2 |
| Week | 19 | 20 | 21 | 22 | 23 | 24 | 25 | 26 | 27 | 28 | 29 | 30 | 31 | 32 | 33 | 34 | 35 | 36 | 37 | 38 | 39 |
| Nummer | 1 | 1 | 3 | 2 | 4 | 8 | 11 | 16 | 20 | 21 | 16 | 12 | 12 | 18 | 20 | 16 | 16 | 26 | 32 | 27 | 27 |
| Week | 40 | 41 | 42 | 43 | 44 | 45 | 46 | 47 | 48 | 49 | 50 | 51 | 52 | 53 | 54 | 55 | 56 | 57 | 58 | 59 | |
| Nummer | 19 | 12 | 9 | 10 | 12 | 11 | 5 | 3 | 7 | 12 | 10 | 10 | 12 | 15 | 17 | 21 | 19 | 17 | 21 | 25 | uit |